# Distrito Arqueológico El Orcoquisac
El Distrito Arqueológico El Orcoquisac es un sitio histórico registrado en Estados Unidos situado en Wallisville, Texas, en el Condado de Chambers, en Texas en EE. UU.
Comprende los restos del presidio San Agustín de Ahumada y la misión Nuestra Señora de la Luz, de época novohispana del siglo XVIII. Además, se han encontrado evidencias de asentamientos de las tribus Akokisa y Bidai. 

## Historia
La zona este de la Texas española fue objeto de intentos anexionistas franceses desde La Luisiana francesa, como la invasión de la Misión San Miguel de Linares de los Adaes (1719). Para afianzar la soberanía española del territorio se fundó el presidio Nuestra Señora del Pilar de los Adaes (1721) en el río Neches. 
La presencia francesa en la región del río Trinity se debe a Joseph Blancpain, quien desde Natchitoches (actual Luisiana) realizaba comercio de contrabando con los indígenas para establecer alianzas contra los españoles. El gobernador de Texas Jacinto de Barrios y Jáuregui ordenó una expedición desde Los Adaes en 1754 para la expulsión Blancpain. Su factoría fue desalojada y en su lugar se estableció en 1756 el presidio San Agustín de Ahumada o El Orcoquisac con una guarnición de treinta soldados procedente de los Adaes. Su nombre se debe al virrey Agustín de Ahumada. El presidio constaba de plaza de armas, residencia de oficiales, cuadras, almacenes e instalaciones auxiliares. Además, el presidio se complementó con la misión franciscana Nuestra Señora de la Luz propiciada por el Colegio de Guadalupe de Zacatecas. En 1759 la misión fue reubicada en un lugar más salubre, en un alto cercano.
Tras el establecimiento de la soberanía española de La Luisiana (1762) y la inspección del III marqués de Rubi(1767), la guarnición fue reubicada y la misión traslada, abandonándose la población en 1771. 

## Descripción
El sitio fue redescubierto por el historiador aficionado John V. Clay en 1965 y fue agregado al Registro Nacional de Lugares Históricos en 1972. 